# Viviana Alder
Viviana Alder   (Puerto San Julián, 1957) és una investigadora argentina, coneguda pels seus estudis en microbiologia marina a l'Antàrtida. És considerada entre el primer grup de dones científiques argentines en treballar a l'Antàrtida.

## Biografia
Va obtenir un grau en oceanografia per la Universitat Nacional de la Patagònia Sant Joan Bosco el 1982, i va rebre el seu doctorat en Ciències Biològiques per la Universitat de Buenos Aires el 1995.
Alder investiga impactes del corrent circumpolar antàrtic i també l'oscil·lació ENSO en les estructures de xarxa tròfica, dispersió d'espècies i abundància de població a través de la investigació de comunitats planctòniques microbianes marines. Treballa a l'Institut Antàrtic Argentí (IAA); CONICET (Consell Nacional de Ciència i Tecnologia). Ha dirigit més de deu expedicions a estacions antàrtiques amb suport financer de l'Institut Antàrtic argentí, la Fundació Ciència europea, i la Fundació de Ciència Nacional (NSF).
Ha participat en la Convenció per a la Conservació de Recursos Vivents Marins antàrtics (CCAMLR) i ha estat membre del Comitè Científic d'Estudis antàrtics (SCAR) i delegada per Argentina, des de 2004. És membre de l'Edifici de Capacitat de la SCAR, Educació i Formació (CBET) Grup de Supervisió. Durant l'Any Polar Internacional 2007-2009 va dirigir i va coordinar dos projectes importants per a Argentina: DRAKE BIOSEAS i PAMPA.
A més del seu treball erudit, ha publicat en revistes científiques, llibres i col·laboradora activa en molts projectes d'educació, com «Antàrtida Educa», un recurs d'educació on-line per a nens.

## Algunes publicacions
- Alder, Viviana; Morales, Carmen. Manual de métodos para el estudio de los sistemas planctónicos marinos (en castellà), 2009. ISBN 978-9502316635.
- Alder, Viviana; Boltovskoy, D. «Paleoecological Implications of Radiolarian Distribution and Standing Stocks Versus Accumulation Rates in the Weddell Sea» (en anglès). The Antarctic Paleoenvironment: A Perspective on Global Change., I, 2013.